# Sebastião Nery
Sebastião Augusto de Sousa Nery (Jaguaquara, 8 de março de 1932 – Rio de Janeiro, 23 de setembro de 2024) foi um jornalista e político brasileiro.

## Biografia
De 1942 a 1950 estudou no Seminário de Amargosa, Bahia, e no Seminário Central da Bahia, em Salvador. Transferindo-se para Belo Horizonte, colou grau em filosofia na Universidade de Minas Gerais, em 1954, iniciando o curso de ciências jurídicas e sociais que só concluiria em 1958, na Faculdade de Direito da Bahia.

## Carreira jornalística e política
Repórter do "O Diário", matutino ligado à Arquidiocese de Belo Horizonte, no pleito de outubro de 1954 disputou uma cadeira na Câmara Municipal de Belo Horizonte na legenda do Partido Socialista Brasileiro (PSB). Eleito e diplomado, não chegou a assumir a cadeira: sua candidatura foi impugnada pelo Tribunal Regional Eleitoral de Minas Gerais sob a alegação de que as campanhas haviam sido feitas em nome do Partido Comunista Brasileiro (PCB), então na clandestinidade. O mesmo sucedeu a Orlando Bonfim Júnior, candidato a deputado federal, e a Élcio Costa, candidato ao Legislativo estadual. Em 1956 trabalhou para o semanário Jornal do Povo, publicação vinculada ao PCB. Viajou a Moscou em 1957, enviado pelo PCB para o Festival Internacional da Juventude. De volta ao Brasil, após breve passagem por Minas, radicou-se novamente em Salvador. Contratado pelo Jornal da Bahia, em 1958, e no ano seguinte pelo jornal A Tarde, fundou o semanário Jornal da Semana (1959).
Em outubro de 1962, concorrendo na legenda do Movimento Trabalhista Renovador (MTR), em coligação com o PSB, elegeu-se deputado estadual, sendo empossado em fevereiro de 1963. Com o Golpe Militar de 31 de março de 1964 foi preso e recolhido a um quartel do Exército. Cassado pela Assembleia Legislativa no dia 28 de abril, recuperou a liberdade em agosto, conseguindo reaver sua cadeira quatro meses depois por determinação do Tribunal de Justiça do estado, uma vez que os deputados não tinham prerrogativa para tomar tal decisão, privilégio do presidente da República. No dia 23 de dezembro, porém, sofreu nova cassação. Escondido em São Paulo, no dia 5 de julho de 1965 teve seus direitos políticos suspensos por determinação do presidente Castelo Branco. Em outubro, o Superior Tribunal Militar o absolveu de todas as acusações, sem contudo devolver-lhe a cidadania plena.
Mudando-se para o Rio de Janeiro trabalhou no Diário Carioca. Com o fechamento do jornal, no dia 31 de dezembro de 1965, a convite de Reinaldo Jardim tornou-se editor político na recém-inaugurada Rede Globo, onde permaneceria até 1970. Em 1968 assumiu uma coluna na Tribuna da Imprensa e, dois anos depois, foi contratado pelo Correio da Manhã. Em 1971, juntamente com Oliveira Bastos, fundou o semanário Politika, fechado em 1974 em virtude de problemas financeiros e do rigor da censura. Processado em 1972 com base na Lei de Segurança Nacional por ter associado o primeiro-ministro de Portugal, Marcelo Caetano, a Hitler e Mussolini, em artigo publicado na Tribuna da Imprensa foi novamente absolvido pelo STM.
Em 1974, Sebastião Nery envolveria-se no ramo do mercado imobiliário. Convidado pelo banqueiro Alfredo Nobre (dono do Banco Nobre) e o empresário Hugo Rezende (titular da Cia. Novo Horizonte Empreendimentos), Sebastião Nery tornou-se relações públicas do loteamento "Terramares de Quiçamã", localizado na orla de Quissamã, então distrito do município de Macaé, litoral do estado do Rio de Janeiro. Pretendendo implantar em Quissamã uma cidade turística, foram contratados os arquitetos Marcos de Vasconcelos, Ivan de Carvalho e José Quintas para desenvolver o projeto, que recebeu apoio da Flumitur (Empresa Companhia de Turismo do Estado do Rio de Janeiro). Posteriormente, com o fracasso do projeto e sua consequente falência, os lotes vendidos não foram entregues a seus compradores. Indiciado, em 1983 Sebastião Nery teria seu nome retirado do processo, que corria desde 1976, pois constatou-se que ele seria apenas um funcionário da empresa. Entre os compradores do Loteamento "Terramares de Quiçamã" (Projeto Verde) estavam políticos, empresário e artistas tais como: Tancredo Neves, Delfim Neto, Ermelino Matarazzo, Artur da Távola, Sérgio Cabral, Erasmo Carlos, Paulo Tapajós entre outros.
Em 1975 assinou pela primeira vez a coluna Contraponto, no jornal Folha de S.Paulo, onde permaneceria até 1983. De 1978 a 1980 manteve um programa diário na Rede Bandeirantes, de comentários políticos. Em 1979, deixou a Tribuna e levou sua coluna para a Última Hora.
De 15 a 20 de junho de 1979, participou do Encontro de Lisboa, que tratou da reorganização do antigo Partido Trabalhista Brasileiro (PTB), sob a liderança de Leonel Brizola, ex-governador do Rio Grande do Sul. A iniciativa, no entanto, não teve a unanimidade entre os trabalhistas. Em oposição a Brizola, um grupo liderado pela ex-deputada Ivete Vargas também articulava no Brasil a retomada da legenda.
Com a decretação da anistia e o retorno de Brizola ao país a disputa acirrou-se. Em novembro de 1979, às vésperas do fim do bipartidarismo, ambos solicitaram ao Tribunal Superior Eleitoral o registro provisório da legenda. Em maio de 1980 o pedido de Ivete prevaleceu e os brizolistas decidiram criar o Partido Democrático Trabalhista (PDT). Fundador da nova agremiação, Nery foi eleito segundo vice-presidente da secção fluminense do partido e secretário da executiva nacional. No mesmo ano, participou, juntamente com Jô Soares, da montagem da peça Brasil da censura à abertura, baseada no anedotário do Folclore Político, que é a denominação comum a uma série de livros do jornalista Sebastião Nery, que traz histórias bem humoradas relativas aos principais personagens da política nacional, com base nas quais foi escrito o roteiro da peça Brasil da censura à abertura.
Em novembro de 1982, quando Leonel Brizola conquistou o governo do Rio de Janeiro, Nery elegeu-se deputado federal com 111.460 votos, sendo o segundo mais votado do partido. Empossado na Câmara dos Deputados em fevereiro de 1983, foi relator da Comissão Parlamentar de Inquérito (CPI) que investigou o endividamento externo brasileiro e um dos articuladores da proposta de prorrogação do mandato do então presidente João Figueiredo e o retorno das eleições diretas em 1986, juntamente com a convocação de uma assembleia nacional constituinte.
Fracassada a iniciativa, em 25 de abril de 1984 votou a favor da emenda Dante de Oliveira, que previa o restabelecimento de eleições diretas para presidente da República já em novembro. Derrotada a proposição — faltaram 22 votos para que fosse levada à apreciação do Senado — no Colégio Eleitoral, reunido em 15 de janeiro de 1985, Sebastião Nery apoiou o candidato oposicionista Tancredo Neves, eleito pela Aliança Democrática, uma união do Partido do Movimento Democrático Brasileiro (PMDB) com a dissidência do Partido Democrático Social (PDS) abrigada na Frente Liberal. Doente, Tancredo Neves não chegou a ser empossado, vindo a falecer em 21 de abril de 1985. Seu substituto foi o vice José Sarney, que já vinha exercendo o cargo interinamente, desde 15 de março deste ano. Ainda em março de 1985, Nery foi expulso do PDT sob a alegação de "assumir postura indigna à convivência partidária" — o diretório nacional tomou esta represália ante a sua insistência em provar a existência de corrupção no Departamento de Estradas de Rodagem do Rio de Janeiro.
Retornando à Tribuna da Imprensa após o fechamento da Última Hora, Nery converteu Brizola no alvo principal de suas matérias. Filiado ao PMDB, vice-líder do partido na Câmara, mas em novembro de 1985 foi candidato a vice-prefeito do Rio pelo recem organizado Partido Socialista (PS) na chapa encabeçada por Rubem Medina, do Partido da Frente Liberal (PFL), ambos derrotados por Saturnino Braga e Jó Resende, do PDT.
Em novembro de 1986 concorreu à reeleição na legenda do PMDB, mas não foi bem-sucedido. Deixou a Câmara ao término do mandato, em janeiro de 1987. Permanecendo em Brasília, tornou-se assessor especial do governador José Aparecido de Oliveira (1985-1988), acompanhando-o quando a partir de setembro de 1988 ele assumiu a pasta da Cultura. Em março de 1989 Nery integrou-se à assessoria do candidato do Partido da Reconstrução Nacional (PRN) à presidência da República, Fernando Collor de Melo. Após a eleição de Collor, em dezembro de 1989, foi nomeado adido cultural em Roma (1990-junho de 1991) e em Paris (fevereiro de 1993).
De volta ao Brasil, Nery continuou com coluna na Tribuna da Imprensa, republicada no Diário Popular, de São Paulo, na Gazeta de Alagoas, em O Estado do Ceará, na Gazeta do Paraná e em O Estado de Santa Catarina. Em fevereiro de 1997 escreveu um artigo no jornal Folha de S.Paulo, acusando o presidente da República, Fernando Henrique Cardoso, de "destruir" a legislação social e trabalhista do país.

## Obras
Escreveu diversas obras sobre a história recente do Brasil e o folclore político nacional entre elas:
- Sepulcro caiado: o verdadeiro Juraci, 1962
- Folclore político v. l, 1973
- Socialismo com liberdade, 1974
- 16 derrotas que abalaram o Brasil, 1974
- Portugal, um salto no escuro, 1975
- Folclore político v. 2, 1976
- Folclore político v. 3, 1978
- Pais e padrastos da pátria, 1980
- Folclore político v. 4, 1982
- Sibéria, Nicarágua, El Salvador e outros mundos, 1982
- Crime e castigo da divida externa, 1985
- A história da vitória: porque Collor ganhou, 1990
- A eleição da reeleição, 1999
- Grandes pecados da imprensa, 2000
- Folclore político - 1950 histórias, 2002
- A Nuvem, 50 anos de Historia do Brasil, 2009
- Ninguém Me Contou Eu Vi -  De Getúlio a Dilma, 2014

## Família
Casado com Guaraciaba do Carmo Nery, teve dois filhos (Jacques Nery, produtor de vídeo e Sebastião Nery Júnior, jornalista e professor de história). Do relacionamento com Ana Eliza de Figueiredo teve uma filha (Ana Rita de Figueiredo Nery, juíza).

## Morte
Faleceu em 23 de setembro de 2024, de causas naturais. Estava há cerca de quatro meses com a saúde debilitada.